# Dick Southwood
Leslie Frank "Dick" Southwood (født 18. januar 1906 i Fulham, død 7. februar 1986 i Long Wittenham) var en britisk roer og olympisk guldvinder.

## Rokarriere
Southwood roede først for Auriol Rowing Club, hvor Jack Beresford fik øje på hans potentiale og fik ham til at skifte til London Rowing Club, hvor han selv roede. Her roede han først singlesculler og deltog i denne båd ved OL 1932 i Los Angeles, hvor han blev nummer fire og sidst i finalen efter undervejs at have fået krampe i skulderen.
Året efter vandt han det prestigefyldte Wingfield Sculls (Themsen-mesterskabet) i en rekordtid, der kom til at stå i en årrække.
Ved OL 1936 i Berlin roede han dobbeltsculler sammen med sin læremester, Jack Beresford. Duoen blev nummer to i indledende heat efter tyskerne Willi Kaidel og Joachim Pirsch, men vandt derpå deres semifinale. I finalen fulgte de to briter med tyskerne de første to tredjedele af løbet, hvorpå de trak fra og sikrede sig guldet, mens Kaidel og Pirsch fik sølv og polakkerne Roger Verey og Jerzy Ustupski blev nummer tre.
Southwood og Beresford roede igen sammen ved Henley Royal Regatta, da dobbeltsculleren i 1939 kom på programmet; her opnåede de en delt sejr med et italiensk par.

## OL-medaljer
- 1936:  Guld i dobbeltsculler